# Frälsare, du som äger läkedomen
Frälsare, du som äger läkedomen är en norsk psalm diktad 1877 av Kirsten Aagaard Hansen med originaltiteln Min frelser, du som legedommen eier. Den översattes 1968 av Britt G. Hallqvist. Musiken är skriven 1938 av Oskar Lindberg. Första versen är hämtad från Lukasevangeliet 5:31-32 och andra versen från Lukasevangeliet 18:35-43.

## Publicerad i
- Psalmer och visor 1976 som nummer 695.
- Herren Lever 1977 som nummer 895 under rubriken "Att leva av tro - Skuld - förlåtelse".[1]
- Den svenska psalmboken 1986 som nummer 232 under rubriken "Skuld - förlåtelse".
- Den Finlandssvenska psalmboken 1986 som nummer 355 under rubriken "Skuld - förlåtelse".